# Žilinci
Žilinci (Servisch cyrillisch Жилинци) is een plaats in de Servische gemeente Brus. De plaats telt 149 inwoners (2002).